# Jeremia
| Nevi’im (Propheten) des Tanach                                                      |
| ----------------------------------------------------------------------------------- |
| Vordere Propheten                                                                   |
| - Buch Josua - Buch der Richter - Samuel (1. und 2. Buch) - Könige (1. und 2. Buch) |
| Hintere Propheten                                                                   |
| - Jesaja - Jeremia - Ezechiel - Zwölfprophetenbuch                                  |

| Schriftpropheten des Alten Testaments                                                                    |
| --- |
| Große Propheten                                                                                          |
| - Jesaja - Jeremia - Klagelieder Jeremias - Baruch mit Brief des Jeremia - Ezechiel - Daniel (+ Zusätze) |
| Kleine Propheten                                                                                         |
| - Hosea - Joel - Amos - Obadja - Jona - Micha - Nahum - Habakuk - Zefanja - Haggai - Sacharja - Maleachi |
| Namen nach dem ÖVBE Kursiv: Katholischer Deuterokanon                                                    |

| Bücher des Alten Testaments |
| --- |
| Pentateuch |
| - Genesis (1. Mose) - Exodus (2. Mose) - Levitikus (3. Mose) - Numeri (4. Mose) - Deuteronomium (5. Mose) |
| Geschichtsbücher |
| - Josua - Richter - Rut - 1. Samuel - 2. Samuel - 1. Könige - 2. Könige - 1. Chronik - 2. Chronik - Esra - Nehemia - Tobit (Tobias) - Judit - Ester + Zusätze - 1. Makkabäer - 2. Makkabäer                                                                        |
| Lehrbücher |
| - Ijob (Hiob) - Psalmen - Sprichwörter (Sprüche Salomos) - Kohelet (Prediger Salomo) - Hoheslied - Weisheit Salomos - Jesus Sirach |
| Propheten |
| „Große“ - Jesaja - Jeremia - Klagelieder Jeremias - Baruch mit Brief des Jeremia - Ezechiel (Hesekiel) - Daniel (+ Zusätze) „Kleine“ (Zwölfprophetenbuch) - Hosea - Joel - Amos - Obadja - Jona - Micha - Nahum - Habakuk - Zefanja - Haggai - Sacharja - Maleachi |
| - Namen nach dem ÖVBE, konsequent angewandt z. B. in der Einheitsübersetzung - Eingeklammerte Namen: ältere protestantische Tradition, als Ausnahme (neben ÖVBE) in der Lutherbibel - Kursiv: Deuterokanonische Schriften                                          |

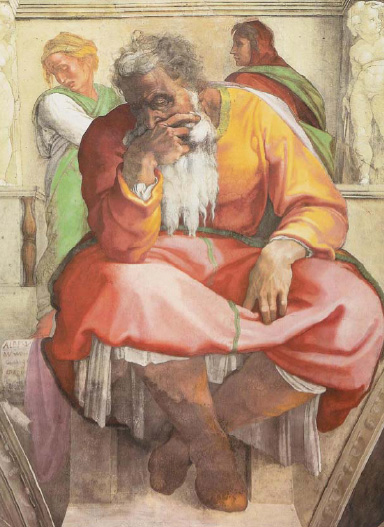
Jeremia (Michelangelo, Sixtinische Kapelle)

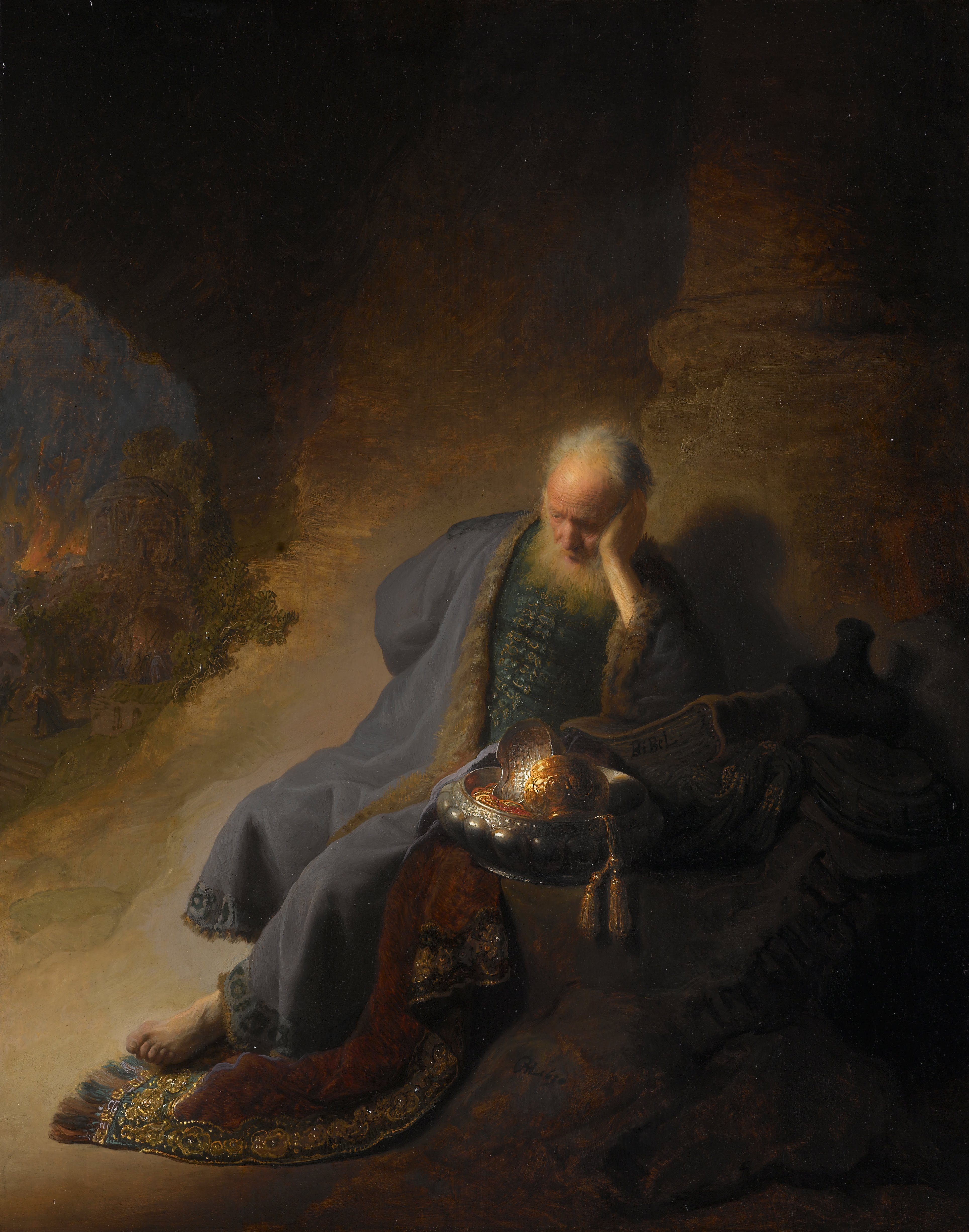
Jeremia beklagt die Zerstörung Jerusalems (Rembrandt)

Jeremia (auch Jeremias; hebräisch יִרְמְיָהוּ Jirməjā́hû, auch יִרְמְיָה Jirməjâ; griechisch Ἰερεμίας Ieremías oder
יִרְמְיָהוּ בֶּן־חִלְקִיָּהוּ Jeremiah ben Hilkijahu, deutsch ‚Jeremia Sohn des Hilkijahu‘) ist einer der großen Schriftpropheten des Tanach (hebräische Bibel) und damit des Alten Testaments. Seit dem Mittelalter wird das Buch in 52 Kapitel unterteilt. Traditionell gilt Jeremia auch als Verfasser der Klagelieder Jeremias.

## Etymologie
Der hebräische Name Jeremia wird im MT hauptsächlich יִרְמְיָהוּ jirməjāhû geschrieben (mit der Variante יִרְמְיָה jirməjāh in Jer 27,1 ). Es handelt sich um einen Satznamen. Das Subjekt (das theophore Element יָהוּ jāhû oder יָה jāh) ist JHWH, das Prädikat gehört zur Wurzel רום rwm „hoch sein / erhaben sein“. Der Name bedeutet daher „JHWH ist erhaben“.

## Historische Zuordnung
Laut den Angaben zu Beginn des Jeremiabuches wurde der Prophet von Gott im 13. Regierungsjahr eines Königs Joschija (siehe Jer 1,2 ) berufen, was etwa dem Jahr 626 oder 627 v. Chr. entspricht. Die Datierung ist von den verwendeten Modellen abhängig. Es wird über sein Wirken zur Zeit der Könige Joschija, Joahas, Jojakim, Jojachin und Zedekia in Jerusalem berichtet, was vermutlich bis 585 v. Chr. dauerte. Er predigte dem Volk Israel Bekehrung und Umkehr zu JHWH und prophezeite jahrelang den Untergang Jerusalems und des Tempels, der im Jahr 586 v. Chr. durch den babylonischen König Nebukadnezar II. tatsächlich eintrat.
Das Buch ist eine wichtige Quelle für die Geschichte des ausgehenden Königtums im Südreich Juda. Es zeichnet ein detailliertes Bild der damaligen politischen und sozialen Verhältnisse. Viele der darin erwähnten Völker des Nordens finden sich auch in assyrischen und griechischen Quellen (Aschkenas, Gomer, Minni, Ararat (Urarṭu), Meder und Perser). Piotrovski versuchte Jeremia auch für die Geschichte von Urarṭu heranzuziehen und setzte auf Grund von Jer 51,27  (Feldzug von Ararat, Minni und Aschkenas – gewöhnlich als Skythen gedeutet – gegen Babel) das Ende von Urarṭu 590 oder 585 an. Diese Interpretation wird jedoch überwiegend abgelehnt, die meisten Forscher gehen davon aus, dass das Reich bereits Ende des 7. Jahrhunderts v. Chr. sein Ende fand.
Der Verfasser des Buches Jeremia bezeichnet den Propheten als Sohn des (Hohe-)Priesters Hilkija (Jer 1,1 ), der möglicherweise von Abjatar, dem von David nach Anatot (nach Jos 21,18  eine der Städte, die den Nachkommen des Priesters Aaron gegeben worden waren) verbannten Priester (1 Kön 2,26 ), abstammt. Ob dieser mit dem im 2. Buch der Könige (2 Kön 22,4 ) genannten Priester Hilkija identisch ist, ist höchst zweifelhaft. Jeremia stammt aus Anatot, dessen Bewohner ihm das Auftreten als Prophet ausreden wollen (Jer 11,18–23 ).
Eine priesterliche Prägung der Botschaft Jeremias, wie etwa beim Propheten Ezechiel, ist nicht erkennbar. Auch seine Stellung gegenüber der religiösen Reform (2 Kön 23  und 2 Chr 35 ) durch König Joschija, die auf das Jahr 622 v. Chr. datiert wird und hauptsächlich den jüdischen Gottesdienst im Jerusalemer Tempel sowie die Wiedereinführung des Pessachfest betraf, bleibt völlig unklar, da Jeremiaworte aus den Jahren zwischen der Reform und dem Tod von Joschija nicht überliefert sind.
In Jer. 43,4–7  wird berichtet, dass er von jenen regierenden Landsleuten, die von der Verschleppung Judas verschont geblieben waren, nach Ägypten verschleppt wurde. Spätere nicht-kanonische Schriften erzählen von seinem Leben dort und seiner Steinigung ca. 580 v. Chr.

## Gliederung des Buches

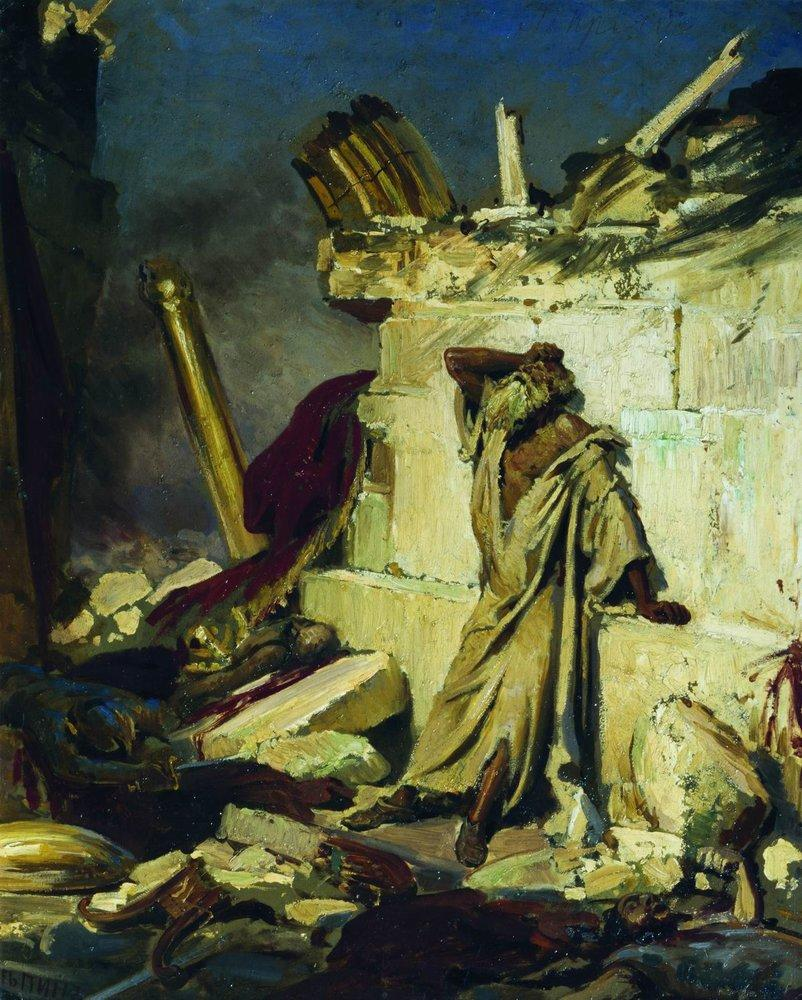
Jeremia betrauert die Zerstörung Jerusalems (Ilja Repin, 1870)

Verschiedene Teile des Buches von Jeremia lassen sich der Form nach klar unterscheiden. Zum einen handelt es sich um Prophetenworte Jeremias, zumeist formuliert aus der Perspektive Jeremias, davon sind einzelne Sprüche in Reimform, dann gibt es psalmenartige Abschnitte und zum anderen gibt es eingeschobene Erzählungen und Berichte über Jeremia und sein Auftreten, formuliert in der dritten Person.
- Kapitel 1–10 enthält die Berufung Jeremias als Prophet und Gerichtsworte,
  - Ein Teil davon ist die Tempelrede in Kapitel 7 und die Götzenpolemik in Kapitel 10 (vgl. Jes 44).
- Kapitel 11–20 enthält Klagen und Gerichtsworte.
  - Markante Teile davon sind die Konfessionen Jeremias. Sie thematisieren die Einsamkeit des Propheten, der darum Gott anklagt.
  - Einprägsam sind auch die zahlreichen Zeichenhandlungen Jeremias: Der verdorbene Gürtel in Kapitel 13 und der zerschmetterte Krug in Kapitel 19.
- Kapitel 21–24 enthält Worte an die Führenden: Jerusalem wird zerstört werden!
- In Kapitel 25 folgt die Ansage des 70-jährigen Exils
- Kapitel 26–29 enthält einen ersten Erzähltext über das Schicksal Jeremias. Hier wird Jeremia im Konflikt mit anderen Propheten gezeigt, u. a. dem Hofpropheten Hananja.
- In Kapitel 30–35 folgen Heilsworte. Die Rede vom Neuen Bund in Kapitel 31 wird verdeutlicht durch den Ackerkauf in Anatot in Kapitel 32. Dies soll zeigen, dass Israel jenseits der bevorstehenden Zerstörung Jerusalems eine Zukunft hat.
- Kapitel 36–45 enthält einen zweiten Erzähltext, der das Schicksal Jeremias im belagerten Jerusalem erklärt. Hier steht Jeremia im Konflikt mit dem letzten König Judas Zidkija. Nach der Eroberung Jerusalems in Kapitel 39 und der Ermordung des Statthalters Gedalja in Kapitel 41, der von den Babyloniern eingesetzt wurde, flieht er in Kapitel 43 nach Ägypten. Seine letzte Zeichenhandlung in Ägypten kündigt die Eroberung Ägyptens durch die Babylonier an.
- Kapitel 46–51 enthält Prophetenworte gegen fremde Völker. Kapitel 51 kündigt einen Vernichtungskrieg gegen die Babylonier an.
- Das Buch endet in Kapitel 52 mit dem Bericht über die Zerstörung Jerusalems und die Begnadigung Jojachins (vgl. 2 Kön 24f).

## Erstes Kapitel als Programmtext
Das erste Kapitel kann als Programmtext des gesamten Buches gelesen werden. Dieses Kapitel legt vielfältige Spuren ins Buch hinein:
- Die komplexe Überschrift in Jeremia 1,1 qualifiziert die „Worte Jeremias“ als JHWH-Wort und akzentuiert zwei Primärdaten: 628 – evtl. Beginn der Kultsäuberungsmaßnahmen Josias – und 586, Ende des Königreiches Juda.
- Jeremia 1,5 bezeichnet Jeremia als „Prophet für die Völker“ – so eindeutig wie kein anderer Charakter des Alten Testaments trägt er diesen Titel: 31 Mal wird Jeremia als „der Prophet“ bezeichnet.
- „Fürchte Dich nicht vor ihnen“ lautet Jeremia 1,8: Bevor noch die Adressaten der Gerichtsworte Jeremias genannt sind, wird klar: Jeremia als Bote des Wortes Gottes wird massiv bedroht. Unter Jeremias Gegnern fallen zwei Gruppen auf: einerseits Propheten und Priester in Jeremia 26–29, andererseits Könige und Beamte in Jeremia 21–24.34–38.
- „Ausreißen und niederreißen, vernichten und einreißen, aufbauen und einpflanzen“ (Jeremia 1,10) sind Jeremias Aufgaben. Dem Übergewicht der destruktiven Wortpaare entspricht die Dominanz der Gerichtsreden im Buch Jeremia.
- In Jeremia 1,11–15 führt der Anblick eines Mandelzweiges, dessen Bezeichnung hebräisch wie „Wachebaum“ klingt, zur Eingebung, dass JHWH über der Erfüllung seines Wortes wacht. Dies ist eine zentrale Aussage des gesamten Buches.
- „Ich werde mein Urteil sprechen“ lautet Jeremia 1,16. Dementsprechend wird die erste Buchhälfte von Anklagen und Urteilsankündigungen beherrscht.

## Theologische Schwerpunkte

### Allgemein
Theologische und ethische Analysen gehen im Buch ineinander über, ebenso die Kritik. Ein Grundgedanke ist, dass – wenn Israel anderen Göttern folgt – JHWH gegen sein auserwähltes Volk prozessiert und mit dem Verlust des Landes droht.
Šeqer (hebräisch für „Lug, Trug, Verlogenheit“) gilt als Schlüsselwort: Nicht mehr das Recht JHWHs bestimmt eine auf Solidarität gründende Gemeinschaft, sondern Täuschung, Betrug und Gewinn prägen die Gesellschaft. Daher trifft die Kritik vor allem die Propheten, Priester und Könige.
In manchen Texten scheint das Gericht als unausweichlich, dann wieder gibt es doch konkrete Heilserwartungen – vermutlich verstärkt durch spätere Zusätze. Heil und Unheil lassen sich nicht immer säuberlich scheiden. Heil liegt darin, dass die Zeit des Unheils begrenzt ist, dass Gott auf Bestrafung verzichtet und Jerusalem zurückkehren darf zu JHWH.

### Jeremia 39
Das Kapitel ist insofern bedeutsam, als es eine Parallele in den Königebüchern hat (2 Kön 25 ) und das Ende des Südreiches markiert. An diesem Kapitel werden unterschiedliche Aspekte deutlich:
- Den Zeitangaben aus V. 1–2 ist eine Belagerungszeit der Babylonier von 18 Monaten zu entnehmen. (Zwei Monate des ersten Jahres, dann ein ganzes Jahr mit zwölf Monaten, dann noch vier Monate des dritten Jahres).
- Es fliehen der König Zedekia mit der Truppe nachts aus der Stadt Jerusalem heraus, aber das Volk bleibt zurück (V. 4).
- In Jericho wird die Ausfalltruppe eingeholt (V. 5). Die Ortsangabe Ribla irritiert, da sich der Grund des langen Transportes dorthin nicht unmittelbar erschließt. Dort werden Todesurteile gefällt (V. 6): Der Dynastiefortbestand wird durch die Tötung der Söhne sichergestellt und die judäischen Politiker werden ebenso getötet. Mit ausgestochenen Augen wird Zedekia den weiten Weg nach Babel deportiert (V. 7)
- Palast und Häuser werden verbrannt, die Mauern niedergerissen (V. 8). Die Deserteure und die Übriggeblieben werden auch nach Babylon gefangen weggeführt (V. 9).

## Konfessionen Jeremias
Die Konfessionen Jeremias sind einzelne abschließende Abschnitte in den Kapiteln Jer 11–20 . Sie thematisieren die inneren und äußeren Konflikte des Propheten, sie sind im Stil von Klagepsalmen gehalten und unterscheiden sich der Form nach von den Prophetensprüchen.
- 11, 18–23: Jeremia klagt über den Mordversuch der Männer von Anatot. Gott verspricht ihm darauf, sie heimzusuchen.
- 12, 1–6: Jeremia klagt über das Glück der Frevler (רשעים) und der Treulosen (בוגדי בגד).
- 15, 10–21 Jeremia klagt über sein Amt und die damit verbundene Isolation (Vgl. Kap 16, 1–19!): er steht allein gegen alle im Land, jeder flucht ihm (V. 10), er hat sich von jeglicher Geselligkeit fernzuhalten (V. 17). In V. 15 bittet Jeremia sogar um Rache an seinen Gegnern.
- 17, 14–18: Jeremia fragt, wann endlich das Angesagte eintreten mag, damit er nicht zum Spott wird. Wiederum die Bitte, seine Verfolger mögen zuschanden werden.
- 18, 18–23: Klage über die Nachstellungen und Anschläge; Jeremia bittet um das verheerende Ende seiner Gegner (V. 23: „Vergib ihnen ihre Missetat nicht... Lass sie vor dir zu Fall kommen… zur Zeit deines Zorns!“) zum Machterweis Gottes.
- 20, 7–18: Als ein von Gott Getäuschter will sich Jeremia schließlich seinem Dienst entziehen. Die Verse 14–18 sind nicht mehr in Gebetsform, sondern in der Form einer Selbstverfluchung abgefasst. Ähnlich wie in Ijob 3 wird der Tag der eigenen Geburt verflucht.

Diese Konfessionen waren der Grund, dass die Klagelieder Jeremia zugeordnet wurden und führten auch zu dem Begriff Jeremiade.
Im Gesamtkontext des Buches wendet sich jedoch das Geschick Jeremias: In Kap. Jer 37 ff  gehört Jeremia zu den Geretteten, während seine Gegner ihre Strafe erfahren. Deren Überlegenheit und Erfolg waren also nur vorläufig. Man könnte sagen, die Person und das Geschick Jeremias boten sich als „Folie“ für die Spannung zwischen realen Verhältnissen und Gerechtigkeit Gottes, die zwar noch aussteht, sich aber letztendlich durchsetzen wird. In späteren Schriften war es dann kein großer Schritt mehr in Richtung Apokalyptik. Die Verbindung von Gefährdung und Bewahrung eines Propheten gibt es in der Form nur bei Jeremia.

## Textgeschichte des Buches
| MT    | MT                      | LXX   | LXX                       |
| ----- | ----------------------- | ----- | ------------------------- |
| 1–24  | 1–24                    | 1–24  | 1–24                      |
| 25    | 1–13a                   | 25    | 1–13                      |
| 25    | 13b–38                  | 32    | 13–38                     |
| 26–44 | 26–44                   | 33–51 | 33–51                     |
| 45    | 45                      | 51    | 31–35                     |
| 46    | 46                      | 26    | 26                        |
| 47    | 47                      | 29    | 29                        |
| 48    | 48                      | 31    | 31                        |
| 49    | 1–5, 7–22, 23–27, 28–33 | 30    | 17–21, 1–16, 29–33, 23–28 |
| 49    | 34–39                   | 25    | 14–19                     |
| 50–51 | 50–51                   | 27–28 | 27–28                     |
| 52    | 52                      | 52    | 52                        |

Das Jeremiabuch ist in zwei verschiedenen Fassungen überliefert. Die kurze Version des Jeremiabuches in der griechischen Septuaginta (LXX) weicht von der längeren Version im masoretischen Text (MT) in vielerlei Hinsicht ab. In den übereinstimmenden Passagen stellt die griechische Version offensichtlich eine getreue Übersetzung der hebräischen Vorlage dar. Insgesamt ist aber der hebräische Text um etwa ein Siebtel länger. Außerdem unterscheiden sich beide Versionen im Aufbau erheblich. So folgt der griechische Text dem „dreigliedrigen eschatologischen Schema“ (Unheilssprüche gegen Israel – Unheilssprüche gegen die Völker – Heilsansagen für Israel), während in der hebräischen Fassung die Völkersprüche (Kap. 46–51) nach den Heilsansagen für Israel folgen, die zudem in die Erzählungen über Jeremia eingebettet sind (siehe nebenstehende Tabelle).
Wie die Funde von Qumran nahelegen, geht die griechische Fassung auf eine vom masoretischen Text unterschiedene hebräische Vorlage zurück. Welche der beiden Fassungen die ältere ist, ist umstritten. Jedenfalls kann man von einer längeren parallelen Überlieferungsgeschichte ausgehen.

## Entstehung des Buches

Ungefähre Grenzen des neubabylonischen Reiches (rot) und seinen Nachbarstaaten im 6. Jahrhundert v. Chr.

Als Verfasser gilt in der biblischen Tradition der gleichnamige Prophet, der etwa von 627 bis 587 v. Chr. in Jerusalem wirkte (Eroberung von Jerusalem). Für Friedman (1987/2007) gehörte Jeremia, wie König Joschija – unter dessen Herrschaft er als Prophet zu wirken begann (1,2 ) – zusammen mit dem durch Nebukadnezar II. eingesetzten Statthalter Gedalja ben Ahikam ben Schafan zu der „pro-babylonischen Fraktion“, die sich einer „anti-assyrischen“ Haltung angeschlossen hatten (39,14  und Jer 40,1-6 ). Friedman und Halpern (1974) bringen das Buch Jeremia (hebräisch ספר יִרְמְיָהוּ), das Deuteronomium (hebräisch דְּבָרִים Devarim) und die Priester aus Silo entstehungsgeschichtlich miteinander in Beziehung.
Friedman geht mit seiner Hypothese noch weiter, indem er die Deuteronomisten Jeremia (hebräisch יִרְמְיָהוּ Jirmejahu), den er der Priesterschaft von Silo zuordnete und Baruch ben Nerija (hebräisch ברוך בן נריה Bārūḵ ben nêrîyāh) seinem Schreiber (hebräisch סֹפֵר Sofer, deutsch ‚Schreiber‘ ‚Schriftgelehrter‘), als diejenigen identifizierte, die das Deuteronomium (hebräisch דְּבָרִים Devarim), Josua (hebräisch יְהוֹשׁוּעַ Jehoschua), Richter (hebräisch שֹׁפְטִים Schoftim), Samuel (hebräisch שְׁמוּאֵל Schemuʾel) und Könige (hebräisch מְלָכִים Melachim) schrieben bzw. umschrieben (Autor/Redaktor). Die Redaktoren modifizierten den deuteronomischen Gesetzeskodes, der als überliefertes Dokument vorlag, und dessen personeller Kulminationspunkt in der Erzählung die Figur des Josia war. So wurde die frühe Form des Deuteronomiums (Dtr1, etwa 7. Jh. v. Chr., Neuere Urkundenhypothese) durch Einschübe und Adaptationen zur geschichtlichen Realität (Dtr2, etwa 6. Jh. v. Chr.) auch mit anderen Texten zu einer zusammenhängenden Historie des Volkes Israels geformt. Die Einfügungen der Redaktoren gaben der Geschichtserzählung eine neue Struktur, Sinnhaftigkeit und Kohärenz.
Die wissenschaftliche Diskussion des 20. Jahrhunderts war lange bestimmt vom Kommentar Bernhard Duhms (1901). Er sah den ältesten Bestandteil des Buches in den „Gedichten Jeremias“ in den Kapiteln 1  bis 25. Ein zweiter Block bestand seiner Meinung nach im „Buch Baruchs“ (Kapitel 26  bis 45). Spätere Ergänzungen fänden sich in allen Buchteilen. Auf den historischen Jeremia seien nach Duhm nur etwa 280 Verse zurückzuführen, also weniger als ein Viertel des Buches.
Einen anderen Weg schlug Sigmund Mowinckel (1914) ein. Er unterschied bei der Buchentstehung vier Quellen: Worte Jeremias, Erzählungen über Jeremia, stilistisch deuteronomistische Reden (zum Beispiel c. 7 und 25) sowie die Heilsworte in den Kapiteln 30  und 31 . Allerdings ist der Charakter der Prosareden nicht quellenhaft, sondern redaktionell, das heißt, sie setzen ihren Kontext bereits voraus, wie Winfried Thiel nachweisen konnte. Thiel unterschied daher lediglich zwischen jeremianischen Texten, einer deuteronomistischen Redaktion und nachdeuteronomistischen Ergänzungen.
Allerdings ist in den so genannten deuteronomistischen Texten zu unterscheiden zwischen sprachlichen und sachlichen Deuteronomismen. Die Entstehung des Jeremiabuches ist daher vermutlich weit komplexer vorzustellen, als es sich in diesen vereinfachenden Modellen darstellen lässt. Das Buch Jeremia ist durchzogen von Hinweisen auf eine bestehende Schriftkultur: Nicht nur Baruch ben Nerija (hebräisch בָּרוּךְ בֶּן־נֵרִיָּה [baˈruχ bɛn neriˈjaː] ) trägt den Titel סֹּפֵ֔ר [soˈɸer], deutsch ‚Schreiber‘ (36,26 ), sondern der Titel ist auch sonst Funktionsbezeichnung im Buch (36,12 ; 37,15  und 37,20  und 52,25 ). Von Tafel (17,3 ), Tinte (36,18 ) und Schreibermesser (Jer 36,23 ) ist die Rede. Jeremia schreibt einen Brief an die Exilierten in Kapitel 29 . Die wörtlich zitierte Unheilsdrohung Michas (Jer 26,17f ) und Anspielungen auf zahlreiche frühere Propheten setzen schriftliche Dokumentation dieser früher entstandenen Prophetensprüche voraus.

## Jeremia in der Kunst und Musik

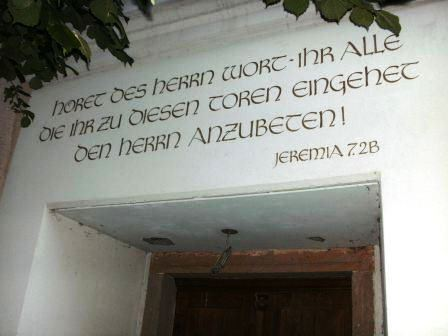
Zitat aus Jer 7,2 über dem ehemaligen Haupteingang der Mennonitenkirche Friedelsheim

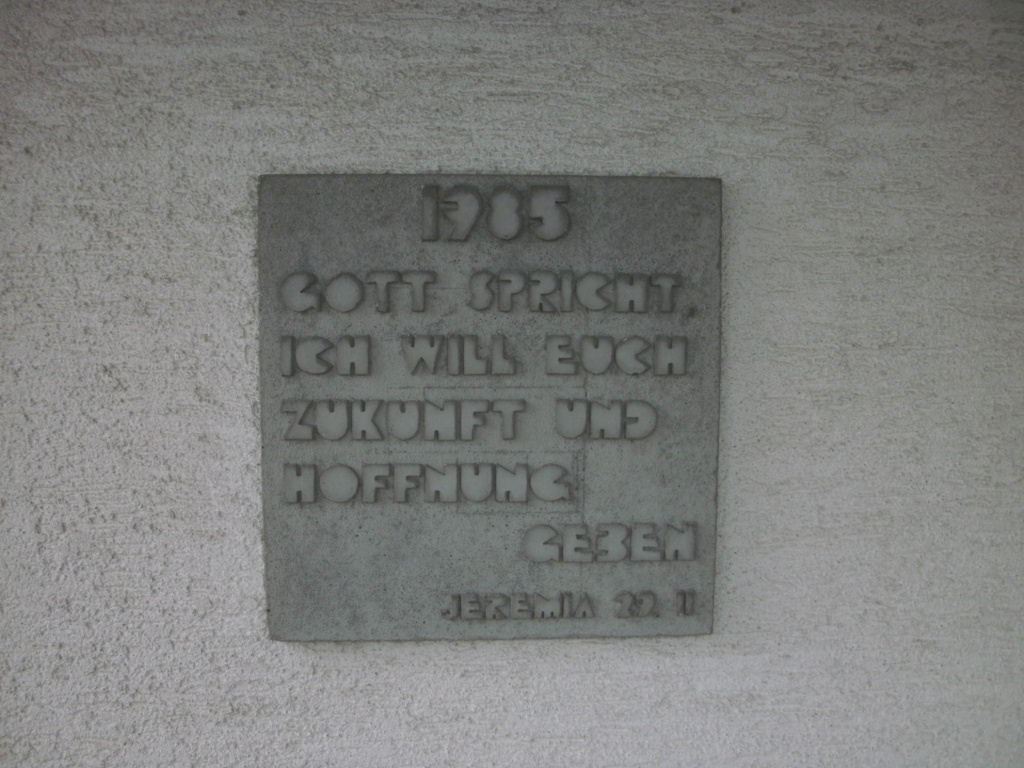
Zitat aus Jer 29,11 auf einer Gedenktafel des mennonitischen Gemeindehauses in Limburgerhof-Kohlhof

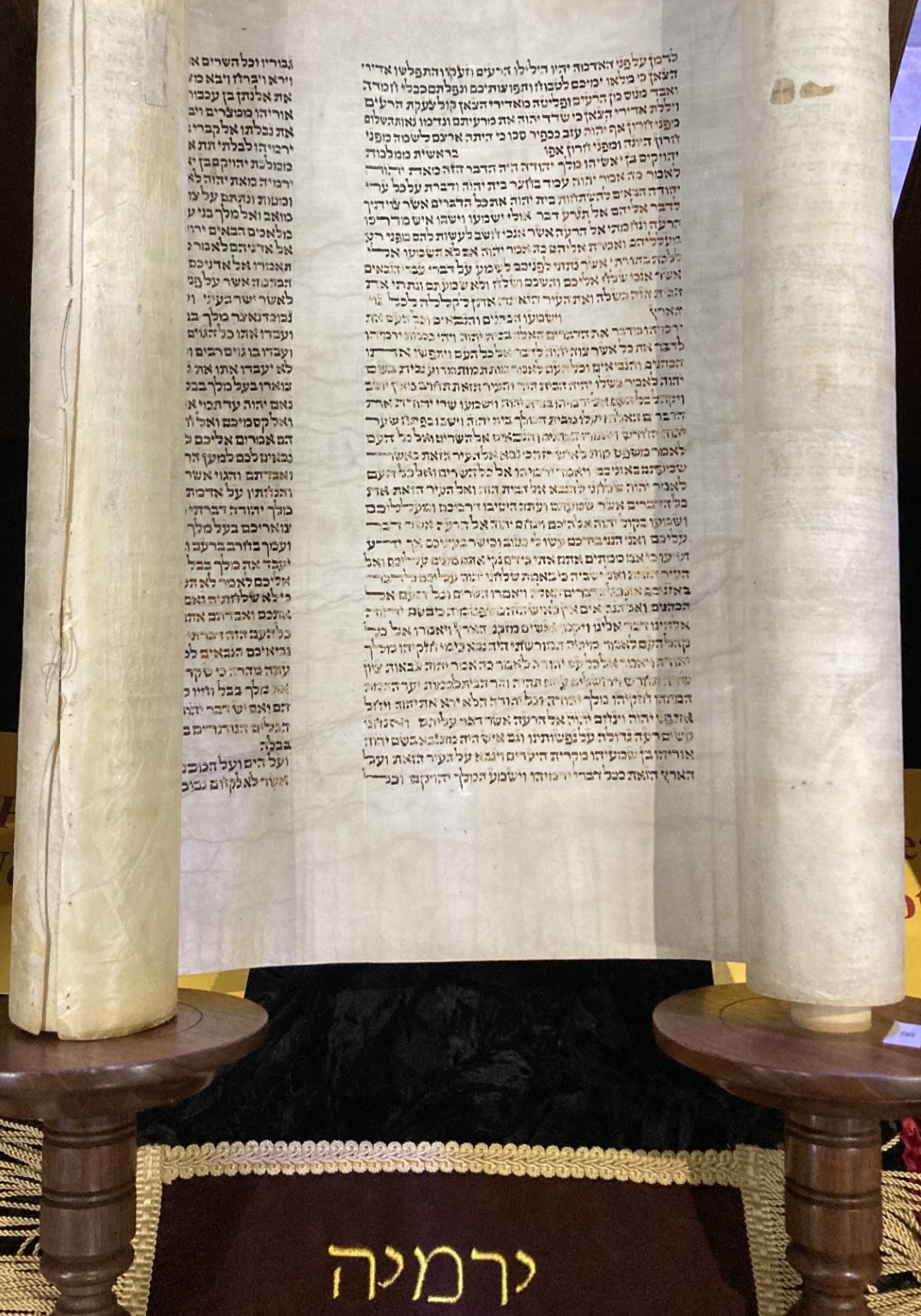
Schriftrolle des Propheten Jeremia

- In der Kirche St. Nikolai zu Potsdam findet sich ein Deckengemälde von Jeremia. Es ist von dem Maler Karl Stürmer geschaffen worden. Weitere Gemälde an den Pendentifs unterhalb der Kuppel zeigen die anderen biblischen Hauptpropheten Jesaja (von Eduard Holbein), Daniel (von Hermann Theodor Schultz) und Ezechiel (von Gustav Eich). Sie entstanden in Zusammenarbeit mit dem Berliner Maler Peter von Cornelius.
- Karl Federlin schuf 1877 zum 500. Jubiläum der Grundsteinlegung des Ulmer Münsters die große Sandsteinstatue des Propheten Jeremia. Sie wurde von Mitgliedern der örtlichen Synagoge (unter anderem auch durch den Vater von Albert Einstein) gestiftet. Die Statue steht auf der Kanzelseite des Hauptschiffes unterhalb der großen Orgel.
- Auguste de Niederhäusern, genannt Rodo (1863–1913), Prophet Jeremia, Statue vor der Kathedrale St. Pierre, Genf.
- Von Stefan Zweig stammt das expressionistische Drama Jeremias. Eine dramatische Dichtung in neun Bildern. (Leipzig: Insel 1917). Der Schriftsteller Franz Werfel veröffentlichte 1937 den historischen Roman Höret die Stimme, in dem er den Stoff zu Jeremia aufnahm.[19] Im Jahr darauf erschien Josef Kasteins Roman Jeremias: Der Bericht vom Schicksal einer Idee (Wien / Jerusalem: Löwit 1938).
- Leonard Bernsteins erste Sinfonie (1942) trägt den Titel Jeremiah.
- Theophil Laitenberger schuf das Oratorium Zeit des Jeremia (1972), ein groß besetztes Oratorium für Bariton, großen und kleinen Chor, Flöten, Klarinette, Fagott, Trompete, Pauke, Streicher und Orgel.
- Bertold Hummels dritte Sinfonie Jeremia (1996) besteht aus vier Sätzen mit den Titeln Anathot – Babylon – Lamentationes Jeremiae – Hymnus-Lakén.

## Gedenktag des Propheten
- evangelisch: 26. Juni im Kalender der Lutherischen Kirche – Missouri-Synode
- römisch-katholisch: 1. Mai
- orthodox: 1. Mai
- armenisch: 1. Mai
- koptisch: 30. April

### Kommentare
- Bernhard Duhm: Das Buch Jeremia. (Kurzer Hand-Commentar zum Alten Testament XI). Tübingen/Leipzig 1901.
- Wilhelm Rudolph: Jeremia. Handbuch zum Alten Testament 1/12. 3., verb. Auflage, Mohr, Tübingen 1968.
- Siegfried Herrmann: Jeremia. Biblischer Kommentar XII. Neukirchener Verl., Neukirchen-Vluyn, 1986– [bislang nur Lfg. 1 und 2 erschienen] – ISBN 3-7887-0787-9.
- Gunther Wanke: Jeremia. Zürcher Bibelkommentar 20. Theol. Verl., Zürich.
  - Bd. 1: Jeremia 1,1–25,14. 1995. (227 S.) – ISBN 3-290-10935-6.
  - Bd. 2: Jeremia 25,15–52.34. 2003. (245 S.) – ISBN 3-290-17266-X.
- Georg Fischer: Jeremia 1–25. Herders theologischer Kommentar zum Alten Testament. Herder, Freiburg i.Br. u. a. 2005 (764 S.) – ISBN 3-451-26838-8.
- Georg Fischer: Jeremia 26–52. Herders theologischer Kommentar zum Alten Testament. Herder, Freiburg i.Br. u. a. 2005 (744 S.) – ISBN 3-451-26839-6.
- Jack R. Lundbom: Jeremiah. 3 Bde. New York 1999–2004.
  - Bd. 1: Jeremiah 1–20. A New Translation with Introduction and Commentary. The Anchor Bible 21A. Doubleday, New York 1999. (934 S.) – ISBN 0-385-41112-X.
  - Bd. 2: Jeremiah 21–36. A New Translation with Introduction and Commentary. The Anchor Bible 21B. Doubleday, New York 2004. (649 S.) – ISBN 0-385-41113-8.
  - Bd. 3: Jeremiah 37–52. A New Translation with Introduction and Commentary. The Anchor Bible 21C. Doubleday, New York 2004. (624 S.) – ISBN 0-385-51160-4.
- Walter Brueggemann: A Commentary on Jeremiah. Exile and Homecoming. Eerdmans, Grand Rapids, Mich. 1999 – ISBN 0-8028-0280-X.
- Werner H. Schmidt: Das Buch Jeremia. Vandenhoeck & Ruprecht, Göttingen.
  - Kapitel 1-20. 2008, ISBN 978-3-525-51243-2 (ATD 20).
  - Kapitel 21-52. 2013, ISBN 978-3-525-51206-7 (ATD 21).

### Einzelstudien
- Sigmund Mowinckel: Zur Komposition des Buches Jeremia (= Skrifter / Videnskapsselskapet i Kristiania, Historisk-Filosofisk Klasse 1913,5), Dybwad, Kristiana 1914.
- Winfried Thiel: Die deuteronomistische Redaktion von Jeremia 1–25 (= Wissenschaftliche Monographien zum Alten und Neuen Testament. Band 41). Neukirchener Verlag des Erziehungsvereins, Neukirchen-Vluyn 1973, ISBN 3-7887-0341-5.
- Winfried Thiel: Die deuteronomistische Redaktion von Jeremia 26–45 (= Wissenschaftliche Monographien zum Alten und Neuen Testament. Band 52). Neukirchener Verlag des Erziehungsvereins, Neukirchen-Vluyn 1981, ISBN 3-7887-0647-3.
- Norbert Ittmann: Die Konfessionen Jeremias: ihre Bedeutung für die Verkündigung des Propheten (= Wissenschaftliche Monographien zum Alten und Neuen Testament. Band 54). Neukirchener Verlag des Erziehungsvereins, Neukirchen-Vluyn 1981, ISBN 3-7887-0661-9 (Dissertation Universität München 1977).
- Axel Graupner: Auftrag und Geschick des Propheten Jeremia (BThSt 15). Neukirchener Verlag des Erziehungsvereins, Neukirchen-Vluyn 1989, ISBN 3-7887-1364-X.
- Nelson Kilpp: Niederreissen und aufbauen. Das Verhältnis von Heilsverheissung und Unheilsverkündigung bei Jeremia und im Jeremiabuch. Neukirchener Verlag, Neukirchen-Vluyn 1990, ISBN 3-7887-1294-5.
- Hermann-Josef Stipp: Das masoretische und das alexandrinische Sondergut des Jeremiabuches. Textgeschichtlicher Rang, Eigenarten, Triebkräfte (= Orbis biblicus et orientalis. Band 136, ISSN 1015-1850). Universitätsverlag, Fribourg / Vandenhoeck und Ruprecht, Göttingen 1994, ISBN 3-7278-0956-6 (Fribourg) / ISBN 3-525-53771-9 (Göttingen).
- Konrad Schmid: Buchgestalten des Jeremiabuches. Untersuchungen zur Redaktions- und Rezeptionsgeschichte von Jer 30–33 im Kontext des Buches (= Wissenschaftliche Monographien zum Alten und Neuen Testament. Band 72). Neukirchener Verlag des Erziehungsvereins, Neukirchen-Vluyn 1996, ISBN 3-7887-1608-8 (Dissertation Universität Zürich 1996).
- Christl M. Maier: Jeremia als Lehrer der Tora. Soziale Gebote des Deuteronomiums in Fortschreibungen des Jeremiabuches (= Forschungen zur Religion und Literatur des Alten und Neuen Testaments. Heft 196). Vandenhoeck und Ruprecht, Göttingen 2002, ISBN 3-525-53880-4 (Habilitation Humboldt-Universität Berlin 2000/2001).
- Hannes Bezzel: Die Konfessionen Jeremias. Eine redaktionsgeschichtliche Studie (= Beihefte zur Zeitschrift für die Alttestamentliche Wissenschaft. Band 378). Walter de Gruyter, Berlin / New York 2007, ISBN 3-11-020043-0 (Dissertation Universität Göttingen 2007).

### Erzählungen und Romane
- Josef Kastein: Jeremias: Der Bericht vom Schicksal einer Idee. Löwit, Wien und Jerusalem 1938.
- Hermann Koch (Religionspädagoge): Blüh, Mandelzweig, blüh: Jeremia, Prophet zwischen Glaubenskrise und Gottvertrauen. Junge Gemeinde 2004. ISBN 978-3-7797-0322-8 (Dramatische Erzählung in Romanform).
- Franz Werfel: Höret die Stimme. 1938 (historischer Roman)
- Stefan Zweig: Jeremias. Eine dramatische Dichtung in neun Bildern. Insel, Leipzig 1917